# Seviljski brijač
Seviljski brijač ili uzaludan oprez (talijanski: Il barbiere di Siviglia, ossia L'inutile precauzione) je komična opera u dva čina, koju je skladao talijanski skladatelj Gioacchino Rossini po libretu Cesara Sterbinija. Sterbini je inspiraciju za libreto pronašao u komediji Pierrea Beumarchaisa iz trilogije o Figaru – Seviljski brijač ili uzaludan oprez iz 1775. godine.
Rossinijev Seviljski brijač smatra se jednom od najboljih komičnih opera ikada napisanih. Premijera (pod nazivom Almaviva ili uzaludan oprez) upriličena je 20. veljače 1816. u Teatru Argentina, u Rimu.

## Uloge
- Grof Almaviva
- Bartolo
- Rosina
- Figaro
- Don Basilio
- Fiorello
- Berta
- Časnik